# In Concert 1987: Abigail
In Concert 1987: Abigail је уживо албум бенда Кинг Дајмонд снимљен 1987. али издат 1990. године.

## Листа песама
1. - (Diamond) – 1:55
2. - (Diamond) – 5:47
3. - (Diamond) – 5:43
4. - (Diamond) – 4:25
5. - (Diamond) – 4:26
6. - (King Diamond) – 4:46
7. - (LaRocque) – 3:35
8. - (Denner - Diamond) – 3:52
9. - (Diamond) – 4:28
10. - (Dee) – 3:25
11. - (Diamond) – 6:01
12. - (Denner - Diamond) – 4:23

## Постава бенда
- Кинг Дајмонд - вокал
- Енди Ла Рок - гитара
- Мајк Мун - гитара
- Тими Хансен - бас гитара
- Мики Ди - бубњеви